# 乾酪壊死
乾酪壊死（かんらくえし、英: caseous necrosis）は生物組織の壊死の一形態。肉眼的にチーズ（乾酪）のような外観を呈することから名づけられている。
この組織はやわらかく白いタンパク質に富んだ死細胞の塊である。乾酪壊死内部では組織学的な構造はなくなっている。ヘマトキシリン・エオシン染色による標本を顕微鏡で見ると、壊死部分は細胞構造のないピンク色（タンパク質が多いことを意味する）の領域として見え、その周囲をラングハンス巨細胞などの肉芽腫性炎症組織が取り囲んでいるのがわかる。乾酪壊死はしばしば結核と関連している。

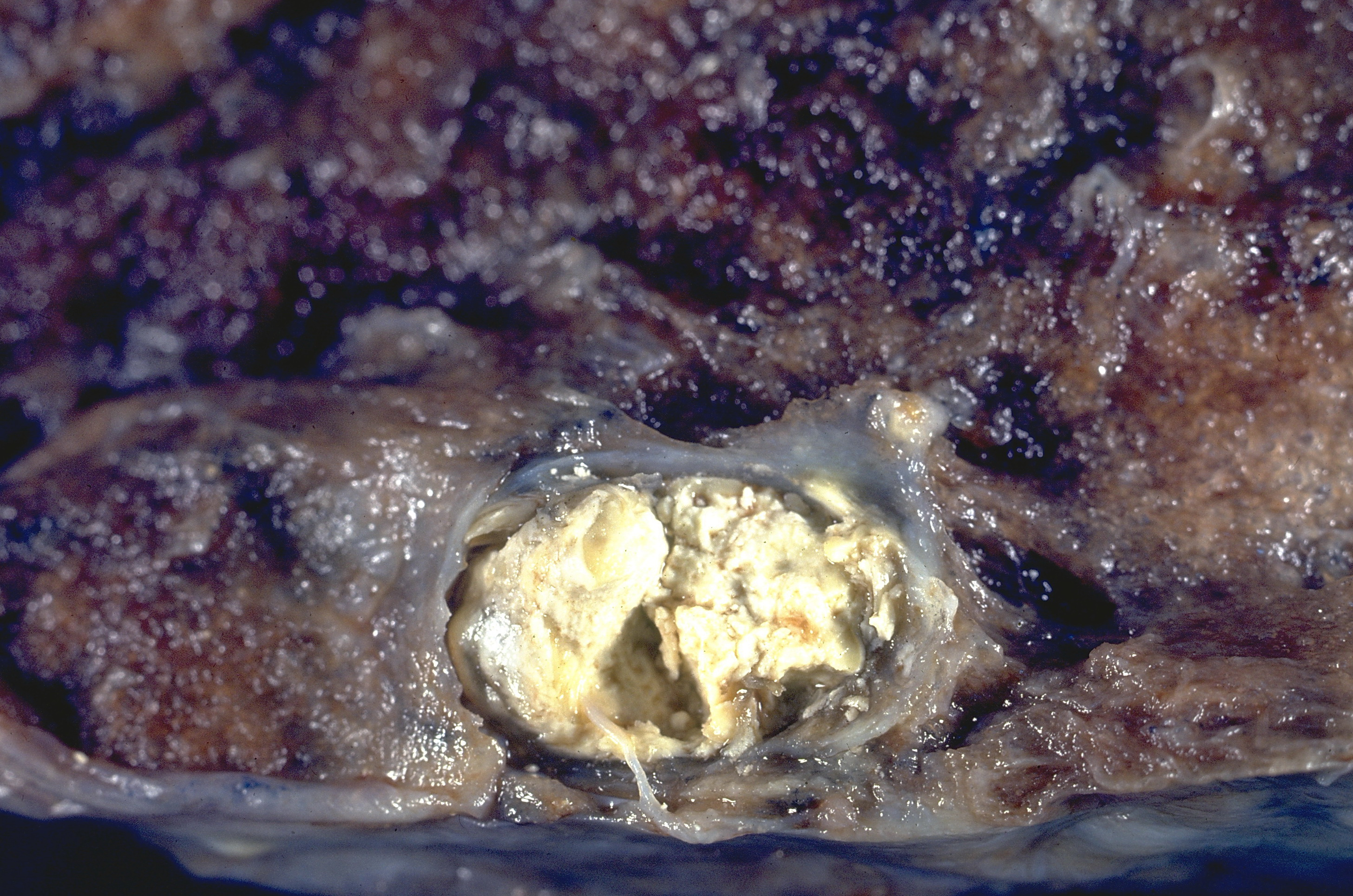
結核患者の肺リンパ節に形成された乾酪壊死

例えば肺門リンパ節が結核菌に感染するとそこが乾酪壊死を起こし、肉眼的にはチーズ状の黄褐色から白色までさまざまな外観をとりうる。そのため凝固壊死や融解壊死と組み合わせて記載されることが多い。しかし肺では、チーズ状をした融合性の肉芽腫を伴う大きな乾酪壊死が見られるのが典型的である。この壊死による組織破壊が広がるため、肺内に空洞が形成される。